# 19533 Garrison
19533 Garrison (1999 GM35) là một tiểu hành tinh vành đai chính được phát hiện ngày 7 tháng 4 năm 1999 bởi Nhóm nghiên cứu tiểu hành tinh gần Trái Đất phòng thí nghiệm Lincoln ở Socorro.